# ضرایب کلبش–گوردون
در مکانیک کوانتومی، ضرایب کلبش-گوردون (انگلیسی: Clebsch–Gordan coefficients) اعدادی هستند که در نظریه‌ی تکانه‌ی زاویه‌ای در مکانیک کوانتومی به عنوان ضرایب بسط ویژه‌حالت‌های عملگر تکانه زاویه‌ای ظاهر می‌شوند.